# Sympathetic world
「sympathetic world」（シンパセティック ワールド）は、佐咲紗花の1枚目のオリジナルアルバム。2011年11月23日にLantisから発売された。

## 概要
デビューシングル「星彩のRipieno」から4thシングル「Zzz」までが収録されている。
特典CDには佐咲の人生に大きな影響を与えたというアニメソングを佐咲自身によるカバー曲として3曲収録されており、「僕達は天使だった」には影山ヒロノブ本人がSpecial Chorusとして参加している。

## 収録曲
1. sympathetic world
作詞：佐咲紗花、作曲：高阪昌至、編曲：鈴木マサキ
2. Lucky☆Racer
作詞：佐咲紗花、作曲：Tatsh、編曲：高田暁
  - バラエティ番組『らっきー☆れーさー』オープニングテーマ
3. モノクロダスト
作詞：佐咲紗花、作曲・編曲：藤末樹
4. universal sky
作詞：こだまさおり、作曲：俊龍、編曲：虹音
  - PCゲーム『uni.』グランドエンディングテーマ
5. 星彩のRipieno
作詞：佐咲紗花、作曲・編曲：小高光太郎
  - テレビアニメ『戦う司書 The Book of Bantorra』後期オープニングテーマ
6. Heaven's gate
作詞：佐咲紗花、作曲：俊龍、編曲：鈴木マサキ
  - PCゲーム『なないろ航路』挿入歌
7. snow ring
作詞：佐咲紗花、作曲：俊龍、編曲：母里治樹（Elements Garden）
  - ニコニコ生放送『電波研究社』2011年1月度エンディングテーマ
8. 恋花
作詞：佐咲紗花、作曲：shilo、編曲：中土智博
9. fly away t.p.s
作詞・作曲：tororo、編曲：高田暁
  - PCゲーム・OVA『T.P.さくら 〜タイムパラディンさくら〜』オープニングテーマ
10. Real Star☆
作詞：佐咲紗花、作曲：俊龍、編曲：原田勝道
  - バラエティ番組『らっきー☆れーさー』エンディングテーマ
11. Zzz
作詞・作曲・編曲：前山田健一
  - テレビアニメ『日常』前期エンディングテーマ
12. 君と奏でるストーリー
作詞：佐咲紗花、作曲・編曲：齋藤真也
  - ドラマCD『ジンキ・エクステンド～リレイション～』主題歌

### 特典CD
1. 嵐の中で輝いて
作詞：渡辺なつみ　作曲：夢野真音　編曲：山路一志
  - 米倉千尋、OVA『機動戦士ガンダム 第08MS小隊』オープニングテーマ
2. 創聖のアクエリオン
作詞：岩里祐穂　作曲：菅野よう子　編曲：鈴木達也
  - AKINO、テレビアニメ『創聖のアクエリオン』オープニングテーマ
3. 僕達は天使だった with 影山ヒロノブ
作詞：森雪之丞　作曲：池毅　編曲：鈴木マサキ
  - 影山ヒロノブ、テレビアニメ『ドラゴンボールZ』後期エンディングテーマ